# Karl von Reden
Karl Ernst August Wilhelm Freiherr von Reden (* 15. Mai 1821 in Gleidingen; † 4. Februar 1890 in Oldendorf) war ein Rittergutsbesitzer und Mitglied des Reichstags des Deutschen Kaiserreichs.

## Leben
Karl von Reden war Besitzer des Ritterguts Oldendorf in der Nähe von Hermannsburg. Er war Kanonikus von Bardowick und Mitglied des Centralausschusses der Königlichen Landwirtschaftsgesellschaft.
Nach 1867 gehörte er dem Provinziallandtag der Provinz Hannover an. Am 24. April 1879 gewann er als Kandidat der Deutsch-Hannoverschen Partei eine Ersatzwahl im Reichstagswahlkreis Hannover 14 (Gifhorn, Celle, Peine, Burgdorf) und gehörte dem Reichstag bis zum Ende der Legislaturperiode im Jahre 1881 an. Im Reichstag hospitierte er bei der Fraktion der Zentrumspartei.